# A.S. Handball Albatro Siracusa 2011-2012

## Stagione
L'Albatro Teamnetwork Siracusa partecipa nella stagione 2011-2012 al campionato di Serie B. Al termine della stagione regolare verrà promosso in Serie A2.